# Дуглас, Уильям, 1-й граф Дуглас
Уильям Дуглас (ок. 1327—1384) — 8-й лорд Дуглас (1342—1384), 1-й граф Дуглас (1358—1384) и граф Мар (1374—1384). Шотландский военачальник.

## Биография
Второй сын сэра Арчибальда Дугласа (ум. 1333) и Беатрисы Линдсей. Обучался во Франции, вернулся в Шотландию в 1348 году, сражался за возврат земель Дугласов, которые были утеряны в 1346 году после битвы при Невиллз-Кроссе. В 1353 году убил на поединке в Эттрик-Форесте своего родственника и крестного отца сэра Уильяма Дугласа, лорда Лиддсдейла, обвинив его в сотрудничестве с английским королём и предательстве интересов Шотландии.
Поощряемый французами, Уильям Дуглас предпринял несколько набегов на Англию в 1356 году. Во время англо-шотландского перемирия отправился воевать во Францию. Сражался 19 сентября 1356 года в битве при Пуатье на стороне французов, где командовал шотландским полком. Ранен в бою.
В 1357 году принимал участие в переговорах об условиях выкупа и освобождения из английского плена короля Шотландии Давида II Брюса. Некоторое время провел в Англии как заложник, гарантировавший уплату королевского выкупа. В 1363 году участвовал в восстании против Давида II Брюса, когда тот вошел в сговор с англичанами. Однако уже в 1364 году примирился с ним, чтобы помешать Роберту Стюарту (будущему королю Роберту II Стюарту) получить корону Шотландии. После того как Роберт Стюарт взошел на престол в 1371 году, смог договориться и с Робертом. Назначен юстициарием Шотландии и стражем границ. В 1375 году представлял короля Шотландии на переговорах с англичанами о принадлежности земель, расположенных на территории Шотландии, но принадлежавших английским феодалам. В последующие годы вновь организовывал набеги на Англию и отражал попытки английских вторжений на территорию Шотландии.
Похоронен в Мелроузе (Шотландия).

## Семья и дети
Женат ок. 1357 года на Маргарет (ум. ок. 1393), графине Мар (1374—1391), дочери Доналда II Мара (1302—1332), 8-го графа Мара (1305—1332), и Изабеллы Стюарт. Дети:
- Джеймс Дуглас[2] (ок. 1358 — 1388), 2-й граф Дуглас (1384—1388), граф Мар (1384—1388)
- Изабель Дуглас (ок. 1360 — 1408)[2], графиня Мар, замужем за сэром Малкольмом Драммондом, затем за Александром Стюартом, 12-м графом Маром (ок. 1375 — 1435).

Состоял в внебрачной связи с Маргарет (ум. 1418), графиней Ангус, дочерью Томаса Стюарта, 2-го графа Ангуса (1331—1361), и Маргарет Синклер, вдовой Томаса, графа Мара (ок. 1330 — 1377). Незаконнорожденный сын: Джордж Дуглас (1378—1402), 1-й граф Ангус.